# 臺中市太平區光隆國民小學
臺中市太平區光隆國民小學暨附設幼兒園（簡稱光隆國小），是臺灣臺中市太平區的第二所市立國民小學，1930年成立。

## 校史
- 1930年4月，成立「大平公學校車籠埔分校」（原為今太平國小分校）。
- 1942年9月，車籠埔分校獨立設校為「車籠埔國民學校」。
- 1945年中華民國政府接收臺灣總督府轄區後，改為「臺中縣車籠埔國民學校」。
- 1968年8月1日實施九年國民義務教育，校名改為「臺中縣太平鄉光隆國民小學」。
- 1996年因太平鄉人口達15萬，而升格為太平市，校名也改為「臺中縣太平市光隆國民小學」。
- 1999年因921大地震後，原校舍嚴重毀損（後舊地改建為車籠埔國小），後遷校至今校址。
- 2002年5月，新校舍落成啟用。
- 2010年12月25日，因臺中縣市合併升格為直轄市，更名為「臺中市太平區光隆國民小學」。

## 歷任校長
1. 陳淑華：2011年2月－2018年
2. 陳志宏：2018年－2024年7月31日
3. 石曼如：2024年8月1日－現任

## 班級
- 國小部：26班
- 資源班（活力班）：2班
- 幼稚園：4班（太陽班、月亮班、彩虹班、白雲班）

## 校舍空間
- 普通教室：48間
- 專科教室：9間

## 學區
- 福隆里
- 德隆里
- 永隆里（1鄰除外）
- 光隆里16鄰
- 興隆里1－9鄰

## 外部連結
- 臺中市太平區光隆國民小學 （页面存档备份，存于）